# ディアボロス/悪魔の扉
『ディアボロス/悪魔の扉』（ディアボロス/あくまのとびら、原題：The Devil's Advocate）は、1997年制作のアメリカ合衆国のオカルト・スリラー映画。
キアヌ・リーヴス、アル・パチーノ、シャーリーズ・セロンらが出演している。原題の意味は「悪魔の弁護人」で、アンドリュー・ネイダーマンによる小説『悪魔の弁護人』（訳：庭植奈穂子）を原作としている。
邦題の「ディアボロス（διάβολος）」はギリシャ語で「悪魔」を意味する。

## あらすじ
フロリダの新鋭弁護士ケヴィン・ロマックス（キアヌ・リーヴス）は連勝記録を更新し続けていた。ケヴィンが猥褻教師の裁判で見事な逆転を見せた夜、大手のジョン・ミルトン（アル・パチーノ）の事務所の人間が現れてスカウトされる。ケヴィンは喜んで母のアリス（ジュディス・アイヴィー）に報告するが、信心深いアリスはニューヨークへの移住を良く思っていなかった。
ニューヨークでも変わらぬ活躍を見せるケヴィンは、妻と息子にメイドの3人の殺人容疑をかけられたアレックスこと不動産王アレキサンダー・カレン（クレイグ・T・ネルソン）の裁判を担当することになる。ケヴィンが裁判の準備で家に帰れない日が続いた頃、妻のメアリー・アン（シャーリーズ・セロン）はケヴィンの同僚の妻が化け物に見えるとケヴィンに訴えていた。ケヴィンはメアリーをなんとか宥めてその場を収めるが、自身も幻覚に襲われる。
ある日、ケヴィンと一緒にニューヨークで食事をしたアリスは、マンションの入り口で会ったミルトンを見て顔を強張らせる。その晩はケヴィンの部屋に泊まったアリスだが、翌朝になるとすぐニューヨークを離れると言い出し、ケヴィンは不機嫌になる。一方、メアリーは赤ん坊に卵巣を奪われる夢を見るなど、日に日に精神が衰弱していく。メアリーの状態を知ったミルトンはケヴィンにカレンの担当を外れることを勧めるが、ケヴィンは「ここで降りればいずれメアリーを恨むだろう」と答え、担当を継続する。
ケヴィンが買い物から帰る途中、事務所の管理部長エディ・バズーン（ジェフリー・ジョーンズ）が現れて覚えのない事柄で罵倒してくる。ケヴィンからそのことを相談されたミルトンはエディを呼び出すように指示するが、エディはジョギングしているところをホームレスに襲われ死んでいた。
カレンの無実を証明する証拠を集めていたケヴィンは彼の嘘に気付き、カレンが殺人犯であることを確信するが、虚栄心から秘書に嘘の証言をさせてしまう。ケヴィンが帰宅すると、様子のおかしいメアリーが教会に向かったと聞かされる。教会でメアリーからミルトンにレイプされたと聞かされるが、ケヴィンはその時間ミルトンが裁判を傍聴しているのを見ていた。ケヴィンはメアリーを案じ、精神病院へ入れることを決める。
エディの葬式の最中、退席したケヴィンにエディの友人と名乗る男が声をかけてくる。男はミルトンが裏で多くの悪事を働いていること、エディが証言をすると決めた矢先に殺されたと話す。ケヴィンは相手にせず去ろうとするが、フロリダで無罪にした猥褻教師の車から少女の死体が見つかったと告げられ、足が止まる。男はケヴィンに近寄るため道路を横断するが、突っ込んできた自動車に轢かれ死んでしまう。
精神病院のメアリーをケヴィンが見舞うと、先にアリスが訪れていた。ケヴィンはメアリーを事務員のパムに任せ、廊下でアリスから顔も知らない父親の話を聞かされる。しかし話の途中で鏡を見たメアリーが発狂し、割れた鏡を首に刺し自殺してしまう。騒動の後、ケヴィンは改めてアリスに父親のことを話すように求め、ミルトンが自分の父であることを知る。
ケヴィンはミルトンこそが全ての元凶だと確信し、オフィスに向かうと銃を突きつけてミルトンを問い質す。まともに答えないミルトンを撃ってしまうケヴィンだが、いくら当たっても死ぬどころか流血すらしない。ケヴィンはミルトンが悪魔であると気付き、自分の行動は全て操られていたと考えるが、ミルトンは全てケヴィンが自らの虚栄心によって選択したことだと論破する。
思い悩むケヴィンにミルトンは神こそが醜悪な存在であり、自分は本能に従う人間が好きなだけだと語る。世界の支配者たらんとするミルトンは、ケヴィンに腹違いの姉であるクリスタベラ（コニー・ニールセン）と子どもを作ることを求めた。ケヴィンはクリスタベラと抱き合うが、途中で銃を取り出し自らのこめかみを撃ち抜く。積年の野望が崩れ去ったミルトンは炎に包まれ絶望する。
次の瞬間、ケヴィンはフロリダの裁判所にいて、猥褻教師の裁判をしている最中だった。彼は猥褻教師の弁護人を降り、初の黒星にもかかわらず清々しい顔でメアリーと帰路につく。ケヴィンに群がる記者の中で1人だけ、彼の行動を英雄的行動だと称える記者がいた。ケヴィンはメアリーの後押しもあって彼の独占取材を了承する。

## 登場人物
ケヴィン・ロマックス
演 - キアヌ・リーヴス
弁護士。連戦連勝記録を作るなど能力は高いが自分が受け持った加害者を軽んじ相手側の被害者を尊重するなど仕事には複雑な感情を抱いている。元は検事だった。実はミルトンの息子。
ジョン・ミルトン
演 - アル・パチーノ
大手弁護士事務所の人間。実はケヴィンの父。銃で撃たれても死なず、幻覚を相手に見せることができる超常的な存在。
メアリー・アン・ロマックス
演 - シャーリーズ・セロン
ケヴィンの妻。ジャッキーからはアンドレアと呼ばれている。キャシーという妹がいる。毎日起こる異常現象に心身ともども傷つくようになる。
エディ・バズーン
演 - ジェフリー・ジョーンズ
事務所の管理部長。ジョギング中にホームレスに襲われて死亡する。
アリス・ロマックス
演 - ジュディス・アイヴィー
ケヴィンの母。息子からは慕われており「母さんの悪い予感は当たる」と認められている。息子との仲は良くメアリにも寛容だがミルトンには良い印象を抱いていない。その理由はミルトンが実は夫であり、ケヴィンの本当の父であるから。
アレクサンダー・カレン
演 - クレイグ・T・ネルソン
マンハッタンの不動産王。14歳の養女がいる。
クリスタベラ
演 - コニー・ニールセン
女弁護士。ミルトンと一緒にいることが多い。実はミルトンの娘でケヴィンの腹違いの姉。
バーバラ
演 - ヘザー・マタラッツォ
猥褻被害を受けた女性。
パム
演 - デブラ・モンク
事務員。14年、検事局にいた。
ゲティ
バーバラに猥褻した教師。
ラリー
新聞記者。ケヴィンの友人
ヒース
ケヴィンをミルトンが経営する事務所にスカウトした人物。
ジャッキー
ヒースの妻。
フィリップ・モイエズ
演 - デルロイ・リンドー
動物殺害の罪を犯した。
アーノルト・メルト
地方検事補。
スクラー
裁判長。
ダイアナ
ジャッキーの友人。
メリッサ
カレンの秘書。
ジゼル
ミルトンと一緒にいた女性。

## キャスト
| 役名                                    | 俳優                       | 日本語吹替                                                                              | 日本語吹替                                                                                                  |
| 役名                                    | 俳優                       | ソフト版                                                                                | 日本テレビ版                                                                                                |
| --------------------------------------- | -------------------------- | --------------------------------------------------------------------------------------- | --- |
| ケヴィン・ロマックス                    | キアヌ・リーヴス           | 堀内賢雄                                                                                | 堀内賢雄 |
| ジョン・ミルトン                        | アル・パチーノ             | 小川真司                                                                                | 小川真司 |
| メアリー・アン・ロマックス              | シャーリーズ・セロン       | 勝生真沙子                                                                              | 小山茉美 |
| エディ・バズーン                        | ジェフリー・ジョーンズ     | 斎藤志郎                                                                                | 亀井三郎 |
| アリス・ロマックス                      | ジュディス・アイヴィー     | 翠準子                                                                                  | 谷育子 |
| アレクサンダー・カレン                  | クレイグ・T・ネルソン      | 小山武宏                                                                                | 東野英心 |
| クリスタベラ                            | コニー・ニールセン         | 塩田朋子                                                                                | 田島令子 |
| バーバラ                                | ヘザー・マタラッツォ       | 浜野ゆうき                                                                              | 佐藤ユリ |
| パム                                    | デブラ・モンク             | さとうあい                                                                              | |
| フィリップ・モイエズ （クレジットなし） | デルロイ・リンドー         | 水野龍司                                                                                | |
| ブロイゴ検事                            | ジョン・ロスマン           | 水野龍司                                                                                | |
| ウォルター・クラズナ                    | ポール・ベネディクト       | 宝亀克寿                                                                                | |
| ドン・キング（本人役）                  |                            | 宝亀克寿                                                                                | |
| その他                                  |                            | 野村信次 色川京子 松岡文雄 田中公行 島香裕 星野充昭 伊藤栄次 喜田あゆ美 百々麻子 永井誠 | 田原アルノ 堀越真己 渡辺美佐 松岡文雄 小島敏彦 藤生聖子 宝亀克寿 水野龍司 大滝進矢 北川勝博 中博史 松谷彼哉 |
|                                         |                            |                                                                                         | |
| 演出                                    |                            | 清水勝則                                                                                | 清水勝則 |
| 翻訳                                    | 太田直子 戸田奈津子 (字幕) | 日笠千晶                                                                                | 栗原とみ子                                                                                                  |
| 調整                                    |                            | 佐竹徹也                                                                                | 栗林秀年 |
| 効果                                    |                            |                                                                                         | 南部満治 |
| 制作                                    |                            | ザック・プロモーション                                                                  | ザック・プロモーション                                                                                      |
| 初回放送                                |                            |                                                                                         | 1999年10月1日 『金曜ロードショー』                                                                          |

## スタッフ
- 監督：テイラー・ハックフォード
- 製作：アーノン・ミルチャン、アーノルド・コペルソン、アン・コペルソン
- 脚本：ジョナサン・レムキン、トニー・ギルロイ
- 原作：アンドリュー・ネイダーマン
- 製作総指揮：テイラー・ハックフォード、マイケル・タドロス、スティーヴ・ホワイト
- 撮影：アンジェイ・バートコウィアク
- 音楽：ジェームズ・ニュートン・ハワード
- 特殊メイク：ロブ・ボッティン

## 批評
この映画の評判は良く、Rotten Tomatoes では45のレビューが投稿され、 67%の支持を得た。

### 興行収入
この映画のアメリカ合衆国における公開週末の映画興行収入高は12,170,536ドル で、興行収入成績第2位を記録し、最終的にはアメリカ合衆国内で $60,944,660ドルを稼ぎ,合衆国外でも92,000,000ドルを記録した。

## トラブル
この映画は公開後、「ジョン・ミルトンのアパートに飾られていた人体を模した彫刻が、ワシントンD.C.のワシントン大聖堂にあるフレデリック・ハートの作品『無から』 (Ex nihilo) と酷似している」という訴訟を受け、著作権侵害を巡って法廷で争った。
連邦裁判所判事により、裁判が終了するまでこの映画のビデオリリースは延期となった。ワーナー・ブラザース側も再ビデオリリース時に映像を編集することに同意し、裁判前に製造したビデオテープには「この映画に登場する彫刻とハートの著作物は一切関係ありません」というステッカーを張ることにした。

## トリビア
- アル・パチーノ扮するジョン・ミルトンの名前は「失楽園」の著者であるジョン・ミルトンから採られたもの[8]。『失楽園』の 「天国で仕えるより、地獄で統治せよ」"Better to reign in Hell, than to serve in Heaven"を暗示した映画である。